# Craonne
Cet article possède un paronyme, voir Craon.
Craonne [kʁan] est une commune française située dans le département de l'Aisne, en région Hauts-de-France.
L'ancien village de Craonne a été complètement détruit au cours de la Première Guerre mondiale lors des différentes batailles du Chemin des Dames. Le nom de Craonne est rendu célèbre par la Chanson de Craonne, chanson contestataire entonnée par des soldats français durant la guerre en 1917 et, notamment, par des soldats qui se sont mutinés après l'offensive meurtrière du général Nivelle au Chemin des Dames en 1917.
Craonne se prononce /krɑn/, et non /Krɑon/ ». La prononciation fautive /krɑon/ s'est développée avec la Chanson de Craonne, où deux syllabes sont nécessaires.
Ses habitants sont appelés les Craonnais (pron. : /kranais/).

## Géographie

### Localisation
Craonne est à mi-chemin entre Laon et Reims (à environ une trentaine de kilomètres par la route de chacune de ces villes).
Le village avant 1914 avait une forme triangulaire correspondant aux trois rues principales et il s'étendait sur les pentes du plateau du Chemin des Dames, prenant à cet endroit le nom de « plateau de Craonne ». Le nouveau village a été installé dans la vallée, au sud-ouest de l'ancien village.
La commune se trouve à 18,5 km au sud-est de la ville préfecture, Laon, à 118,7 km au sud-est d'Amiens, à 26,8 km au nord-ouest de Reims, et à 122,9 km au nord-est de la capitale, Paris.

### Communes limitrophes
| Bouconville-Vauclair | Bouconville-Vauclair, Corbeny | Corbeny                         |
| Bouconville-Vauclair | Craonne                       | Corbeny                         |
| Bouconville-Vauclair | Craonnelle, Pontavert         | La Ville-aux-Bois-lès-Pontavert |

### Voies de communications et transports

#### Voies routières

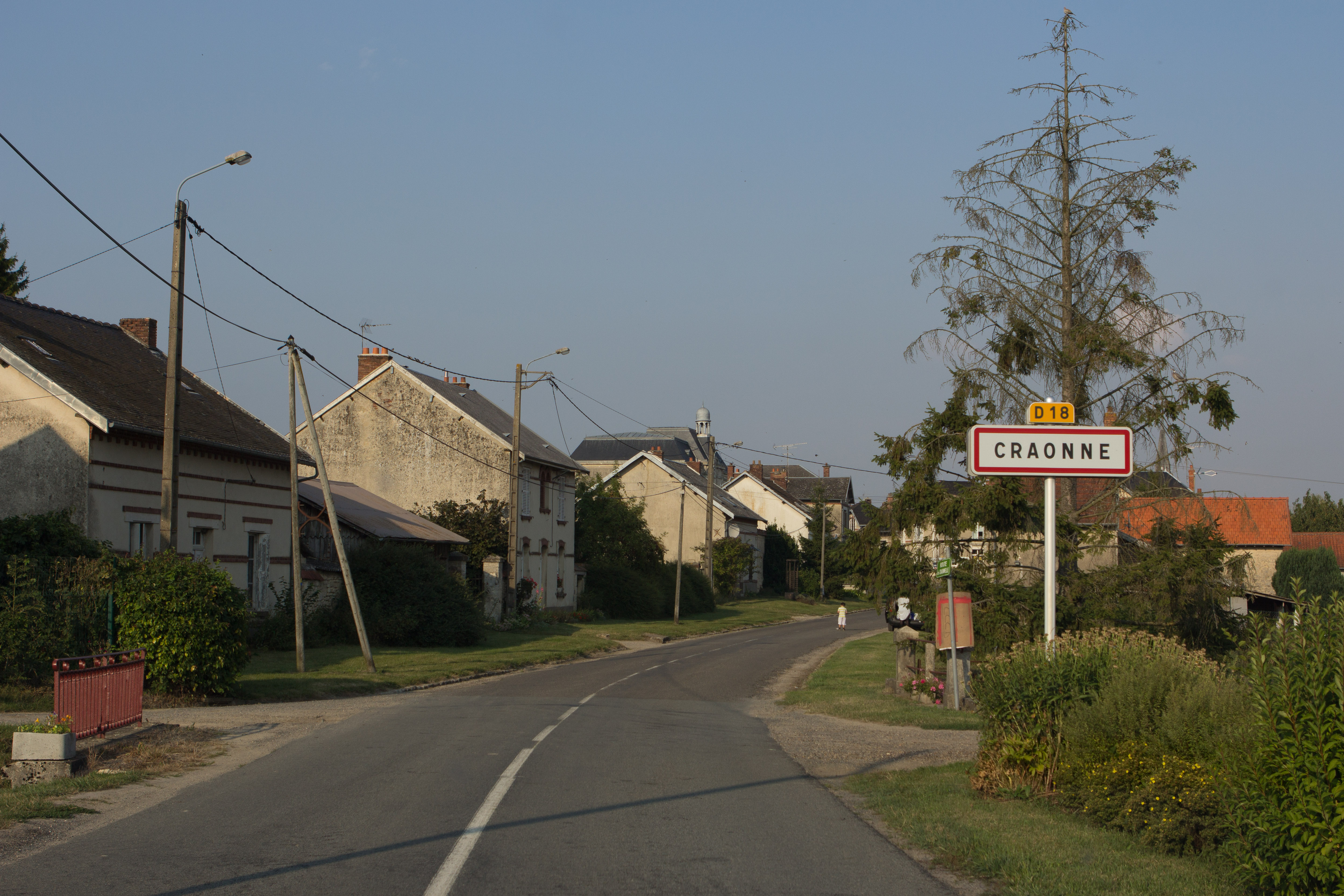
Entrée sud-ouest de Craonne (D 18).

Craonne est accessible par la route par :
- l'autoroute A26, sortie no 14 (Guignicourt) située à 15 km à l'est de Craonne ;
- la route départementale D 1044 (ancienne route nationale 44), via Corbeny, située 4 km au nord-est ;
- la route départementale D 18 reliant Craonne à Craonnelle au sud-ouest ;
- la route départementale D 18CD (le « Chemin des Dames »), traversant le nord du territoire de Craonne d'ouest en est ;
- la route départementale D 19, traversant l'est du territoire de Craonne du nord au sud.

#### Transports en commun
La gare la plus proche est celle de Guignicourt située à 17 km à l'est de Craonne. Cette gare est desservie par les trains du réseau régional TER Hauts-de-France et permet d'accéder aux gares de Laon ou de Reims en 20 minutes environ.

### Hydrographie

#### Réseau hydrographique
La commune est située dans le bassin Seine-Normandie. Elle est drainée par l'Ailette, le ruisseau de Beaurepaire et le cours d'eau 10 de la commune de Bouconville-Vauclair,,.
L'Ailette, d'une longueur de 59 km, prend sa source dans la commune de Sainte-Croix et se jette  dans l'Oise (rive gauche) à Quierzy, après avoir traversé 36 communes.

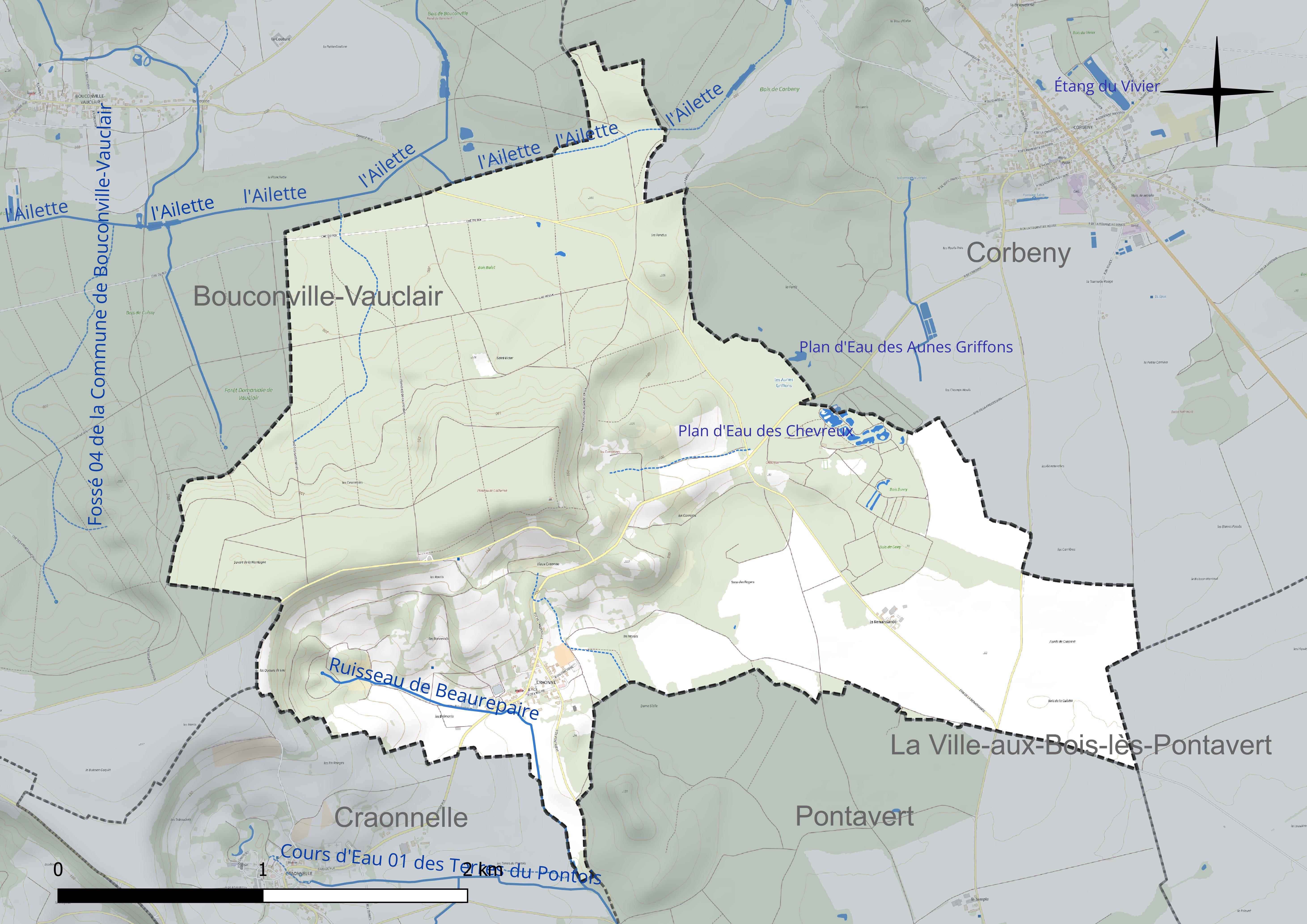
Réseau hydrographique de Craonne.

Un plan d'eau complète le réseau hydrographique : le plan d'eau des Chevreux, d'une superficie totale de 0,7 ha (0,6 ha sur la commune),.

#### Gestion et qualité des eaux
Le territoire communal est couvert par le schéma d'aménagement et de gestion des eaux (SAGE) « Aisne Vesle Suippe ». Ce document de planification, dont le territoire s'étend sur 3 096 km2 répartis sur trois départements (Aisne, Marne et Ardennes) et deux régions (Champagne-Ardenne et Picardie), a été approuvé le 16 décembre 2013. La structure porteuse de l'élaboration et de la mise en œuvre est le Syndicat d'aménagement des bassins Aisne Vesle Suippe (SIABAVES).
La qualité des cours d'eau peut être consultée sur un site dédié géré par les agences de l'eau et l'Agence française pour la biodiversité.

### Climat
Pour des articles plus généraux, voir Climat des Hauts-de-France et Climat de l'Aisne.
En 2010, le climat de la commune est de type climat océanique dégradé des plaines du Centre et du Nord, selon une étude du CNRS s'appuyant sur une série de données couvrant la période 1971-2000. En 2020, Météo-France publie une typologie des climats de la France métropolitaine dans laquelle la commune est exposée à un climat océanique altéré et est dans la région climatique Nord-est du bassin Parisien, caractérisée par un ensoleillement médiocre, une pluviométrie moyenne régulièrement répartie au cours de l'année et un hiver froid (3 °C).
Pour la période 1971-2000, la température annuelle moyenne est de 10,4 °C, avec une amplitude thermique annuelle de 15,6 °C. Le cumul annuel moyen de précipitations est de 724 mm, avec 12,3 jours de précipitations en janvier et 8,4 jours en juillet. Pour la période 1991-2020, la température moyenne annuelle observée sur la station météorologique la plus proche, située sur la commune de Martigny-Courpierre à 10 km à vol d'oiseau, est de 10,7 °C et le cumul annuel moyen de précipitations est de 734,4 mm,. Pour l'avenir, les paramètres climatiques de la commune estimés pour 2050 selon différents scénarios d'émission de gaz à effet de serre sont consultables sur un site dédié publié par Météo-France en novembre 2022.

## Urbanisme

### Typologie
Au 1er janvier 2024, Craonne est catégorisée commune rurale à habitat dispersé, selon la nouvelle grille communale de densité à 7 niveaux définie par l'Insee en 2022.
Elle est située hors unité urbaine. Par ailleurs la commune fait partie de l'aire d'attraction de Reims, dont elle est une commune de la couronne,. Cette aire, qui regroupe 294 communes, est catégorisée dans les aires de 200 000 à moins de 700 000 habitants,.

### Occupation des sols
L'occupation des sols de la commune, telle qu'elle ressort de la base de données européenne d'occupation biophysique des sols Corine Land Cover (CLC), est marquée par l'importance des forêts et milieux semi-naturels (62,1 % en 2018), une proportion identique à celle de 1990 (62,1 %). La répartition détaillée en 2018 est la suivante : 
forêts (61,4 %), terres arables (23,5 %), zones agricoles hétérogènes (14,4 %), milieux à végétation arbustive et/ou herbacée (0,6 %).
L'évolution de l'occupation des sols de la commune et de ses infrastructures peut être observée sur les différentes représentations cartographiques du territoire : la carte de Cassini (XVIIIe siècle), la carte d'état-major (1820-1866) et les cartes ou photos aériennes de l'IGN pour la période actuelle (1950 à aujourd'hui).

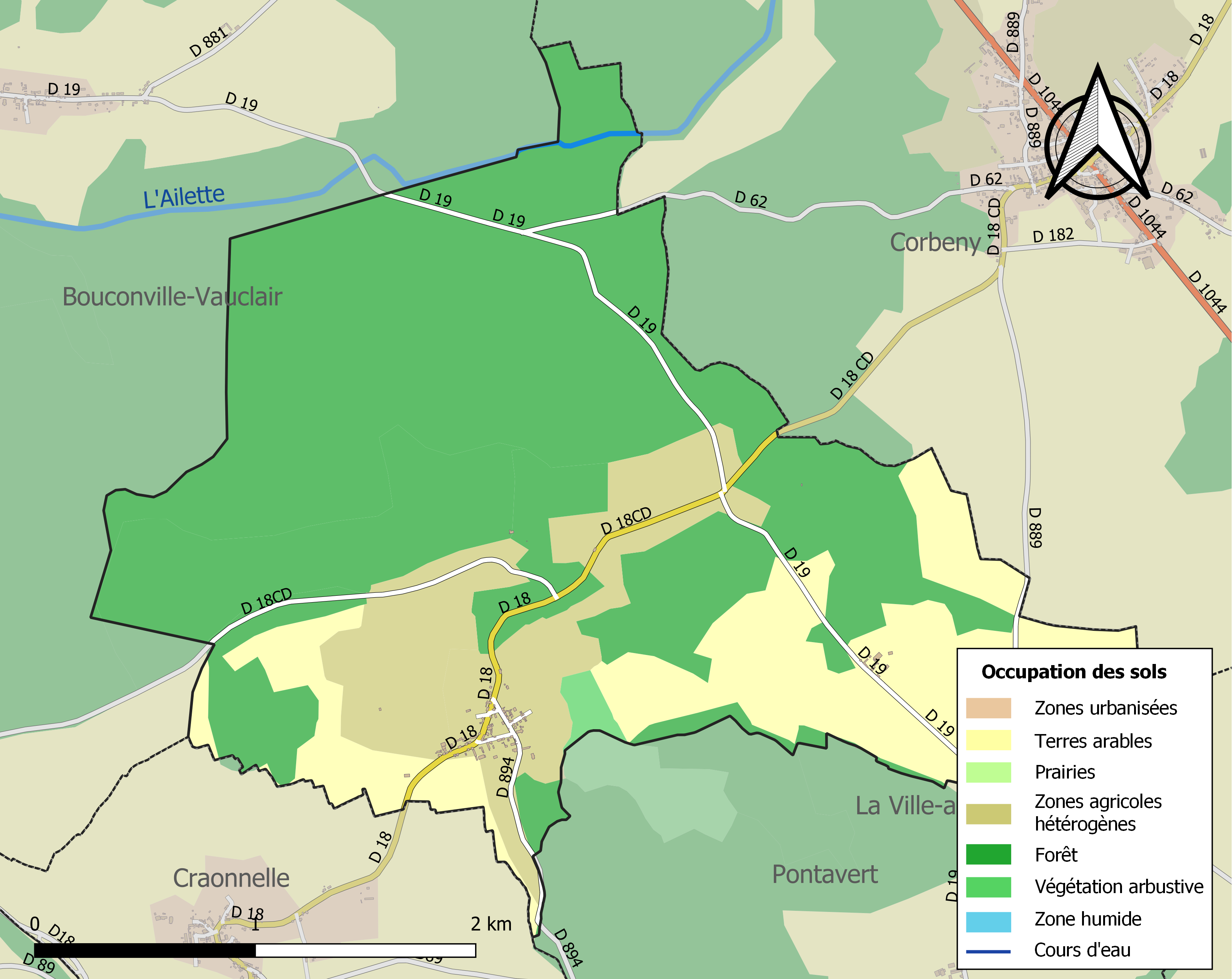
Carte des infrastructures et de l'occupation des sols de la commune en 2018 (CLC).

## Toponymie
Le nom de la localité est attesté sous les formes Grauhenna (IXe siècle) ; Croona (906) ; Crauna ; Craunna (911) ; Craubena (vers 991) ; Creunna (1090) ; Croana (1112) ; Chroonia (1145) ; Crauenna (1154) ; Villa de Craonna (1230) ; Craule-en-Laonnois (1359) ; Cranne (1651).

## Histoire

### Foire de Craonne
Établissement à Craonne d'une foire franche annuelle de trois jours en 1482, à commencer du 2 novembre[réf. nécessaire].

### Vin de Craonne
La culture du raisin et du vin est très ancienne à Craonne. Les habitants payaient au prieur de Saint-Marcoul la dime du vin qui était un vingtième de leur récolte[réf. nécessaire].

### Craonne auXIXesiècle
Le village de Craonne entre dans l'histoire nationale en 1814. C'est là que Napoléon Ier remporte une de ses dernières victoires : il parvient à repousser les troupes russes et prussiennes lors de la campagne de France. Cette bataille, lors de laquelle ont été engagées les Marie-Louise, fut particulièrement meurtrière : on compta 5 400 morts ou blessés.
Au XIXe siècle, le village situé sur les pentes du plateau du Chemin des Dames se consacre à l'agriculture et à la viticulture. Avec l'arrivée du train, les villageois délaissent la vigne pour se consacrer au maraîchage.
Sur le haut plateau surplombant la colline se trouvait un saloon américain appelé la Californie créé par Henry Vasnier associé des champagnes Pommery. En sus d'un service d'hôtellerie, d'un zoo, et d'un jardin exotique de plantes amérindiennes, l'endroit était connu pour être une maison de plaisir fréquentée par la bourgeoisie rémoise. Par la suite, le plateau prendra le nom de plateau de Californie. Il est encore possible de découvrir des plantes exotiques ayant survécu à la Première Guerre mondiale.

### Craonne lors de la Première Guerre mondiale

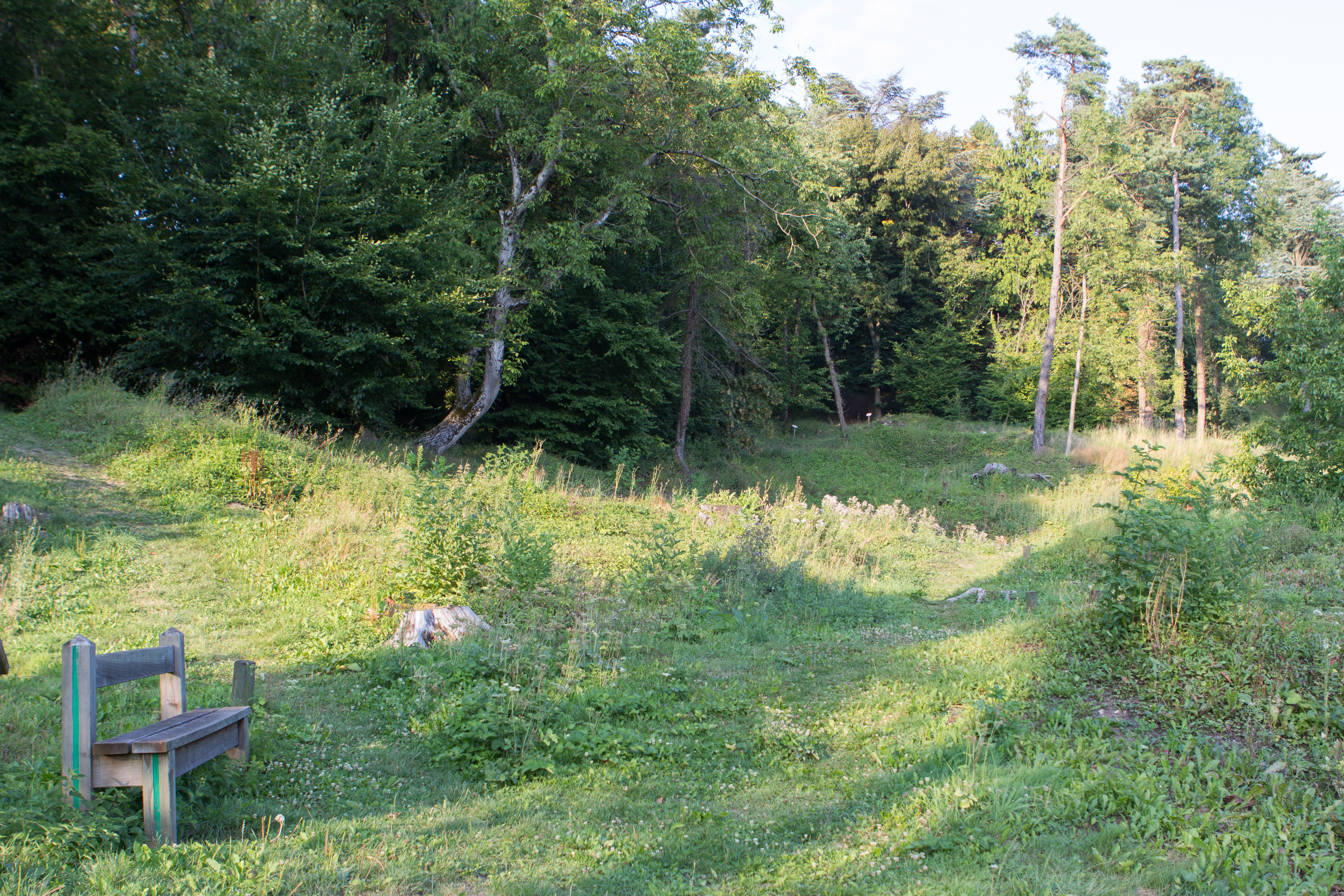
Emplacement de l'ancien village de Craonne détruit pendant la Première Guerre mondiale.

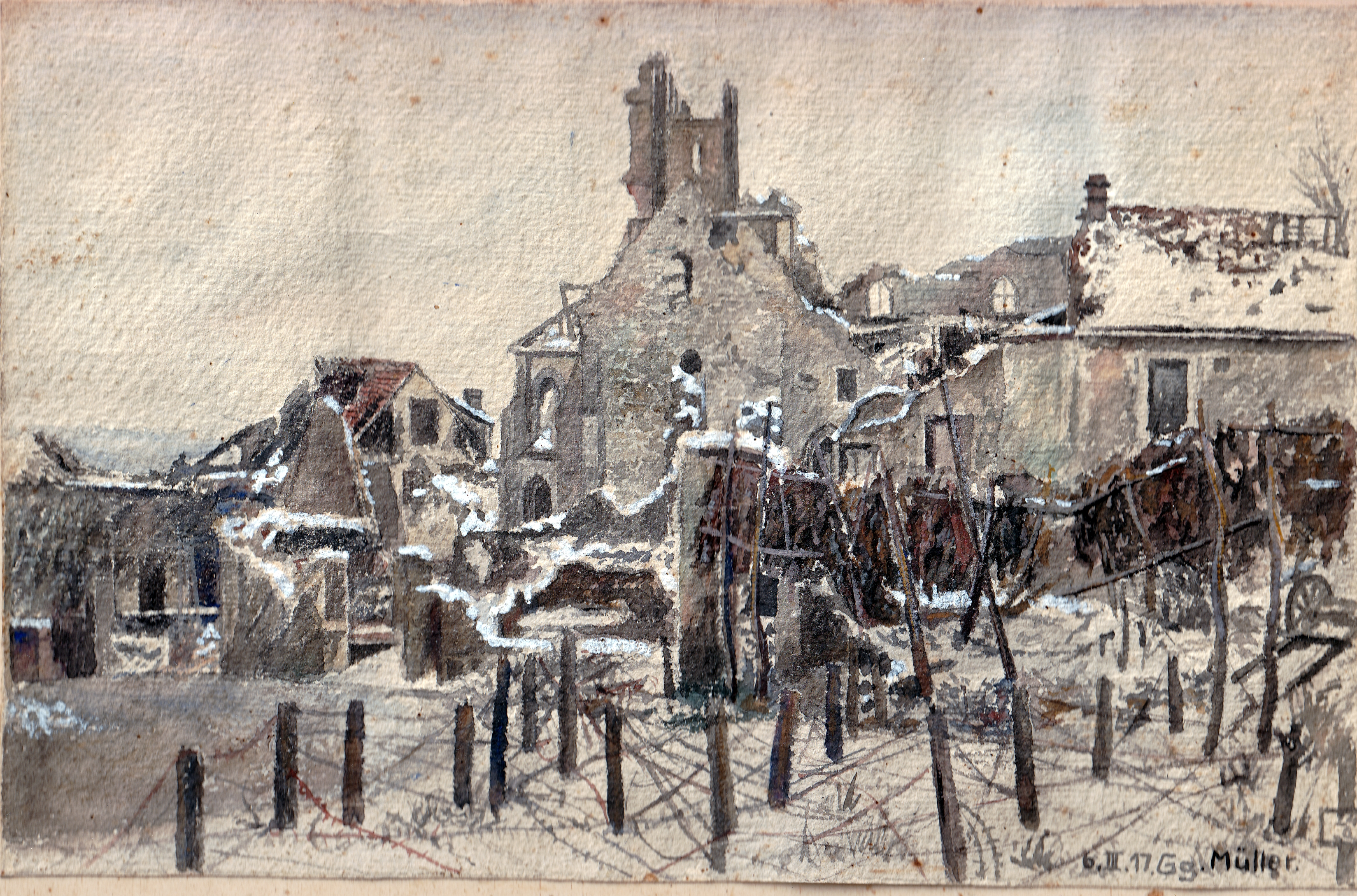
L'ancien Craonne mars 1917, aquarelle d'un soldat allemand.

Le 31 août 1914, la 5e armée française installe son quartier général juste à côté de la commune de Craonne, au château d'Hédouville, à Pontavert.
Le château de Craonne appartenait également à la famille de Hédouville, qui y installa un hôpital pour les blessés de guerre, avec des annexes dans certaines de ses autres propriétés de Craonne et de Corbeny. 
Craonne acquiert une tragique notoriété lors de la Première Guerre mondiale. En 1914, après la première bataille de l'Aisne, le village, situé sur la ligne de front, est occupé et sa population est déplacée.
Avec l'offensive Nivelle, le village fut entièrement rasé au printemps 1917 par les bombardements massifs : cinq millions d'obus sont tombés sur le Chemin des Dames entre le 6 et 16 avril 1917. Les combats y sont terribles lors de cette offensive : la 1re division d'infanterie qui monte à l'assaut se trouve bloquée au niveau des caves de Craonne. Puis le 4 mai, une seconde offensive est lancée par la 36e division d'infanterie qui aboutit à la reprise de Craonne et à la progression sur le plateau de Californie. Après l'échec de cette offensive et les pertes graves subies, des pertes de plus de 130 000 hommes en dix jours, l'armée française doit faire face à de nombreux actes d'insoumission concernant plus de 150 unités : on parle alors de mutineries. La Chanson de Craonne associe le village à ces insoumissions et au pacifisme.
Le 14 octobre 1918, le village, totalement détruit, est libéré par le 320e régiment d'infanterie.
François Flameng, peintre officiel des armées françaises, a réalisé de nombreux croquis et dessins des événements sanglants qui s'y déroulèrent, et qui ont été publiés dans la revue L'Illustration.

### La reconstruction

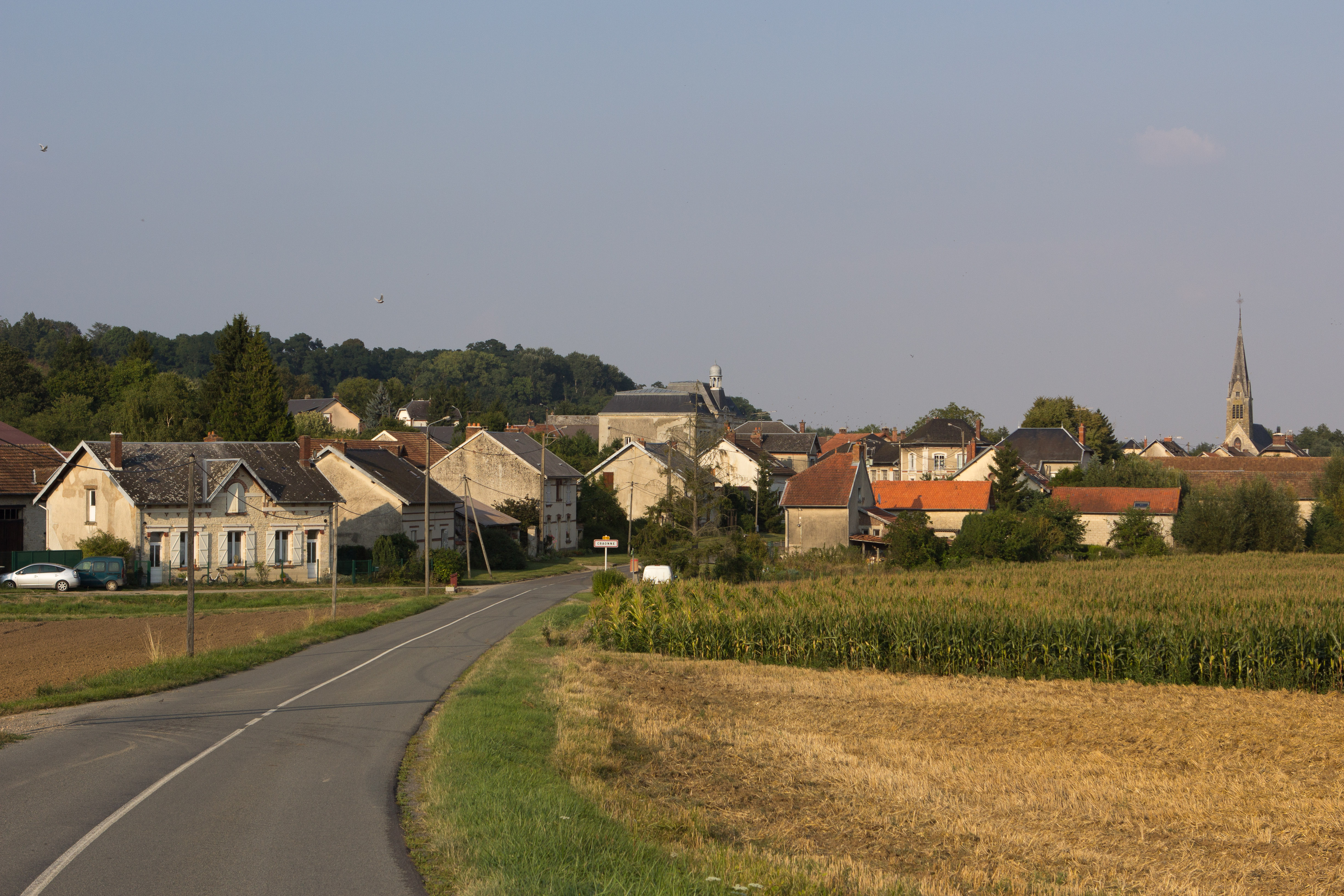
Vue du nouveau village.

Après la guerre, la reconstruction du nouveau village se fit en contrebas du plateau de Californie, dans la plaine, sur un espace plus propice à une agriculture moderne. L'ancien village était situé en zone rouge, le village devait donc disparaître. En 1931, il a été recouvert par l'arborétum offert par la Suède ainsi que par des jardins de la paix. C'est la ténacité de quelques villageois revenus à Craonne qui oblige les responsables politiques à reconstruire un village.
Aujourd'hui, le village accueille colloques et manifestations autour de la Première Guerre mondiale. C'est là que se réunit en particulier le Collectif de recherche international et de débat sur la guerre de 1914-1918.

## Politique et administration

### Vie politique locale

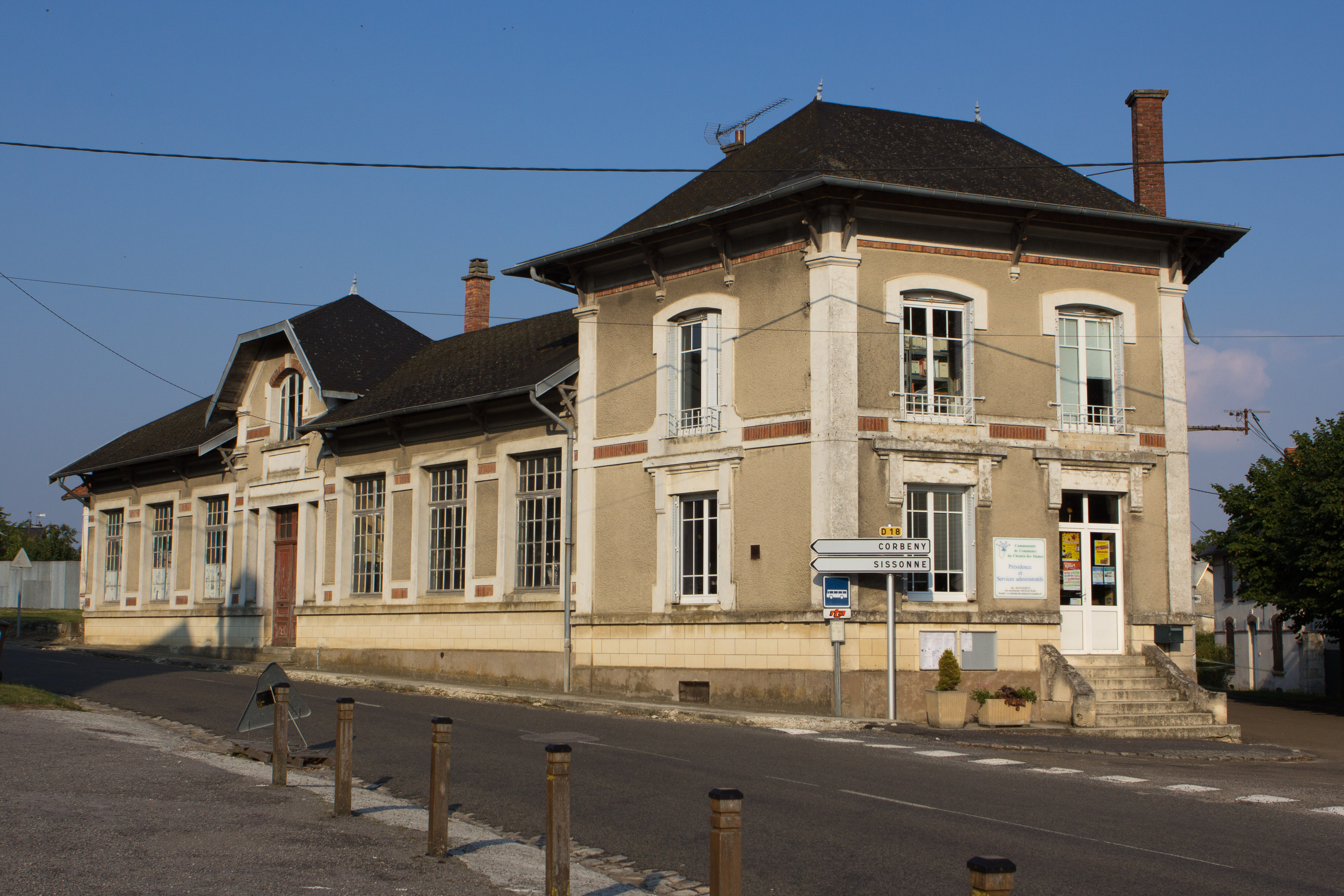
Siège de la communauté de communes du Chemin des Dames à Craonne.

Le nombre d'habitants de la commune étant inférieur à 100, le nombre de membres du conseil municipal est de sept.
La commune est rattachée administrativement à l'arrondissement de Laon et politiquement au canton de Villeneuve-sur-Aisne et à la première circonscription de l'Aisne représentée par le député René Dosière (PS).
Avant la disparition du canton de Craonne en mars 2015, Craonne a été le chef-lieu de canton le moins peuplé de France avec ses 76 habitants.
La commune est membre de la communauté de communes du Chemin des Dames, dont elle est le siège, qui regroupe trente communes.

### Liste des maires
| Période                                  | Période                       | Identité         | Étiquette | Qualité                                                                                               |
| ---------------------------------------- | ----------------------------- | ---------------- | --------- | --- |
| Les données manquantes sont à compléter. |                               |                  |           | |
| janvier 1878                             | juin 1878                     | Abel Broulleaux  |           | |
| 1879                                     |                               | M. Dollé         |           | |
| Les données manquantes sont à compléter. |                               |                  |           | |
| 1989                                     | 2014                          | Noël Genteur,    | IDG       | Conseiller général du canton de Craonne (2004 → 2015) Président de la CC du Chemin des Dames[Quand ?] |
| 2014                                     | février 2017                  | Thierry Melotte  | DVD       | Employé Décédé en fonction                                                                            |
| mars 2017                                | En cours (au 28 juillet 2020) | Geneviève Hermet |           | Retraitée de l'enseignement Réélue pour le mandat 2020-2026,                                          |

## Population et société

### Démographie
L'évolution du nombre d'habitants est connue à travers les recensements de la population effectués dans la commune depuis 1793. Pour les communes de moins de 10 000 habitants, une enquête de recensement portant sur toute la population est réalisée tous les cinq ans, les populations de référence des années intermédiaires étant quant à elles estimées par interpolation ou extrapolation. Pour la commune, le premier recensement exhaustif entrant dans le cadre du nouveau dispositif a été réalisé en 2005.

En 2022, la commune comptait 85 habitants, en évolution de +6,25 % par rapport à 2016 (Aisne : −1,97 %, France hors Mayotte : +2,11 %).
| 1793 | 1800 | 1806 | 1821 | 1831  | 1836  | 1841  | 1846 | 1851 |
| ---- | ---- | ---- | ---- | ----- | ----- | ----- | ---- | ---- |
| 847  | 861  | 924  | 864  | 1 058 | 1 056 | 1 003 | 918  | 913  |

| 1856 | 1861 | 1866 | 1872 | 1876 | 1881 | 1886 | 1891 | 1896 |
| ---- | ---- | ---- | ---- | ---- | ---- | ---- | ---- | ---- |
| 855  | 852  | 826  | 765  | 708  | 694  | 692  | 665  | 675  |

| 1901 | 1906 | 1911 | 1921 | 1926 | 1931 | 1936 | 1946 | 1954 |
| ---- | ---- | ---- | ---- | ---- | ---- | ---- | ---- | ---- |
| 653  | 630  | 608  | 44   | 143  | 166  | 136  | 144  | 150  |

| 1962 | 1968 | 1975 | 1982 | 1990 | 1999 | 2005 | 2006 | 2010 |
| ---- | ---- | ---- | ---- | ---- | ---- | ---- | ---- | ---- |
| 150  | 140  | 96   | 78   | 68   | 67   | 65   | 65   | 76   |

| 2015 | 2020 | 2022 | - | - | - | - | - | - |
| ---- | ---- | ---- | - | - | - | - | - | - |
| 80   | 84   | 85   | - | - | - | - | - | - |

### Cultes
Le territoire de la commune de Craonne fait partie de la paroisse catholique « Saint-Rémi de l'Ailette » au sein du diocèse de Soissons, Laon et Saint-Quentin. Le lieu de culte est l'église Saint-Martin.

## Culture locale et patrimoine

### Commémoration

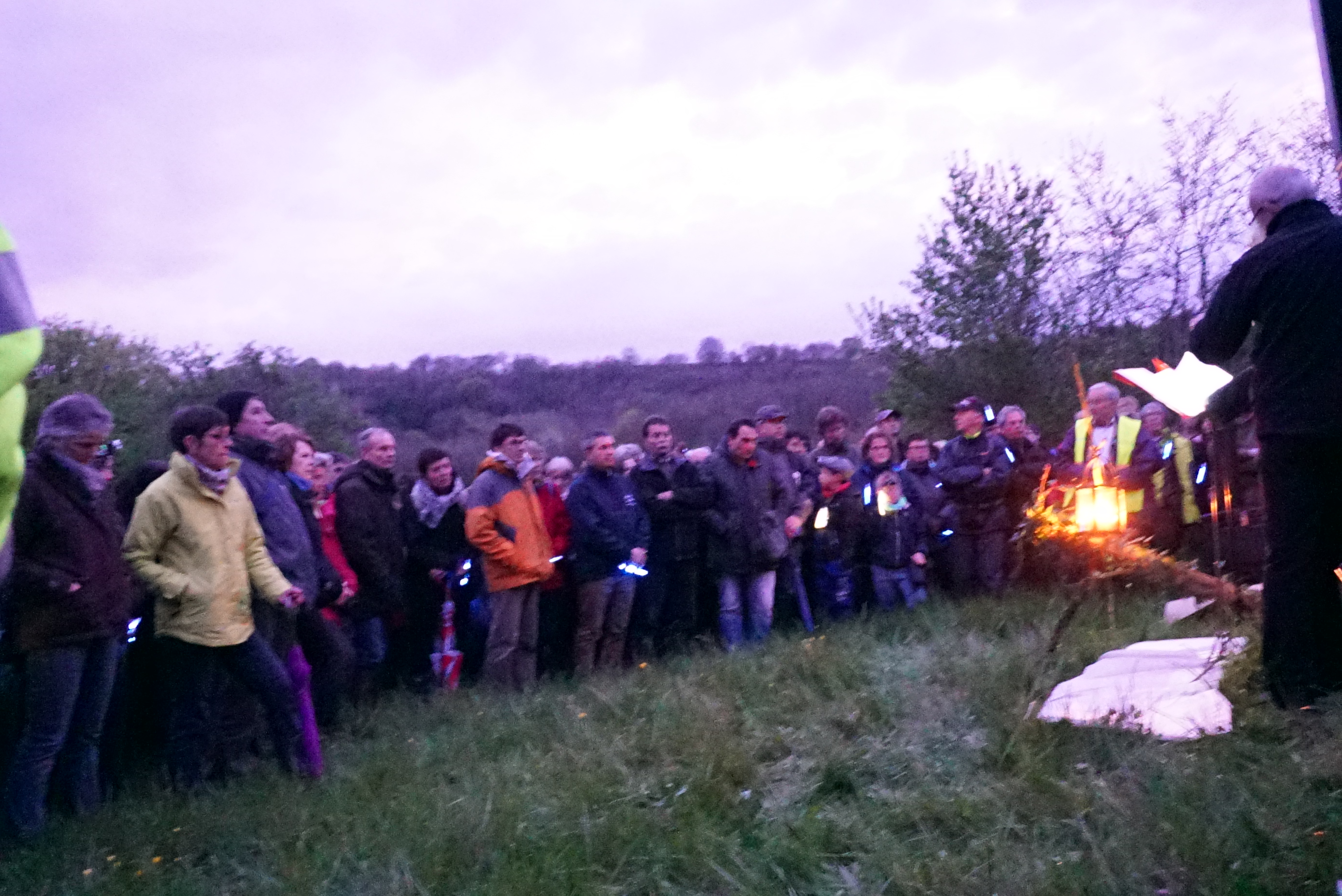
La marche des brancardiers, lors de l'animation 2016.

Chaque 16 avril est commémorée l'offensive Nivelle par des animations tout au long de la journée.

### Lieux et monuments
- L'Arboretum du vieux village de Craonne offert par la Suède en 1931, recouvre l'ancien village[28].
- L'église Saint-Martin, datant de 1931, a fait l'objet d'un dossier de l'Inventaire général du patrimoine culturel le 24 mars 2006[46],[47].
- L'hôtel de ville de Craonne, datant de 1926, a fait l'objet d'un dossier de l'Inventaire général du patrimoine culturel le 24 mars 2006[48]. La mairie a reçu le 16 avril 2007, un triptyque de Tardi.
- L'ancienne école de Craonne, actuel siège de la communauté de communes du Chemin des Dames, datant de 1926, a fait l'objet d'un dossier de l'Inventaire général du patrimoine culturel le 24 mars 2006[49].
- Sur le plateau de Californie, se dressait Ils n'ont pas choisi leur sépulture, une œuvre monumentale de 1,6 tonne et quatre mètres de hauteur du sculpteur Haïm Kern, érigée à l'occasion du quatre-vingtième anniversaire de l'armistice de 1918 et inaugurée le 5 novembre 1998 par Lionel Jospin, alors premier ministre. Le 12 août 2014 son vol est constaté[50], seul son socle restant sur le site. Re-créée elle est inaugurée par François Hollande à la Caverne du Dragon le 17 avril 2017.
- Entre le plateau de Californie et la Caverne du Dragon, sur le point le plus élevé du plateau, se trouvait un moulin, qui servit d'observatoire à Napoléon Ier, pour suivre et diriger les opérations de la bataille de Craonne le 7 mars 1814. La tour n'existe plus, tout comme le monument érigé en souvenir de la bataille, qui furent détruits pendant la Première Guerre mondiale. À sa place aujourd'hui une statue en pierre de l'Empereur, érigée par le comité de tourisme et l'union des St. de l'Aisne[Quoi ?] et inaugurée le 30 juin 1974 par M. Michel Poniatowski, ministre d'État, ministre de l'Intérieur.

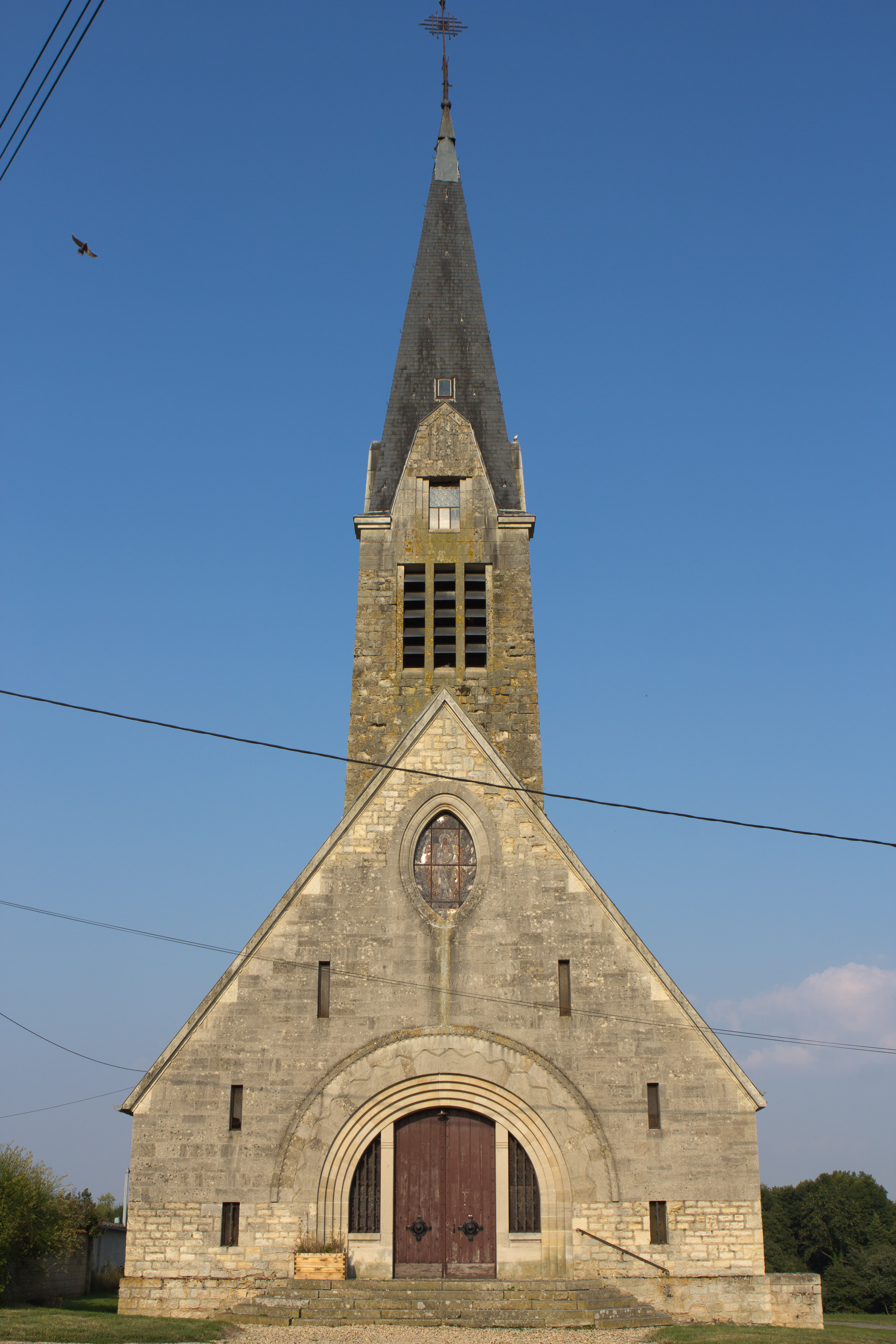
L'église Saint-Martin.
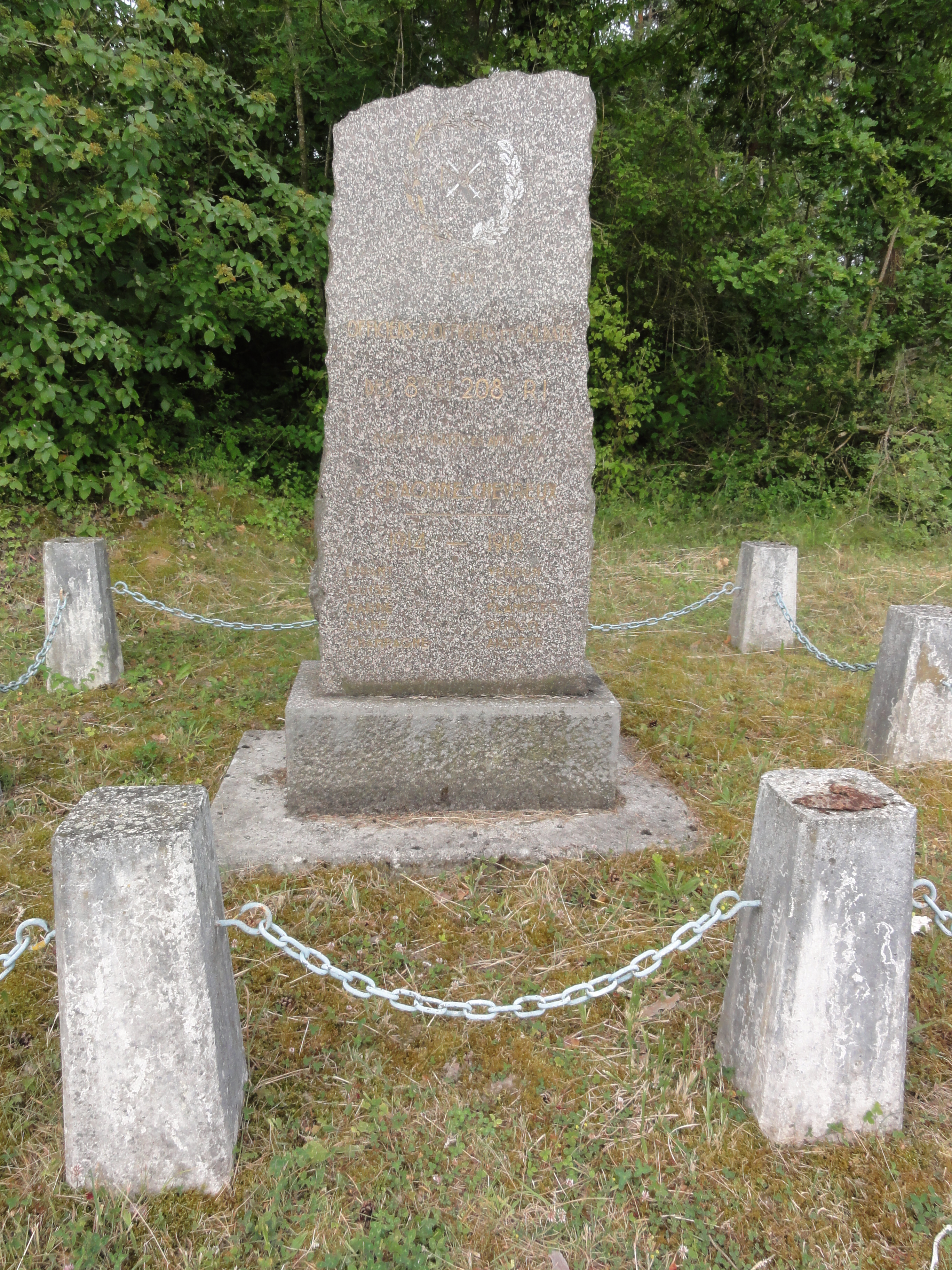
Le mémorial aux 8e et 208e R.I.
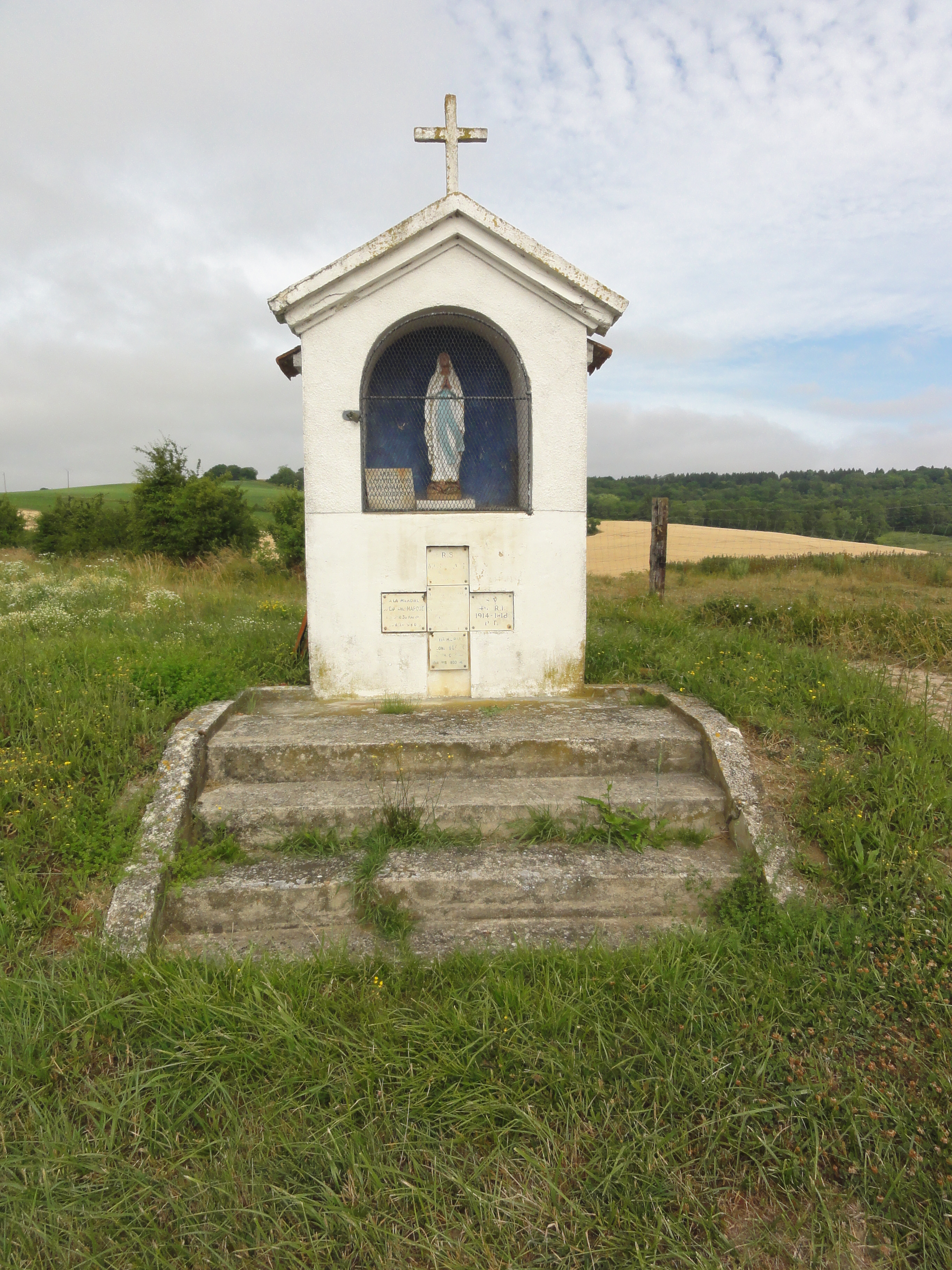
L'oratoire.

### Héraldique
| Blason de Craonne | Blason  | D'or au pal d'azur chargé d'une grappe de raisin surmonté d'une couronne et soutenue d'une gerbe de blé, le tout du champ, le pal accosté de deux épées de gueules chargées chacune d'un écusson de sinople, portant à dextre la date 1814 d'or et à senestre la date de 1914 du même. Ornements extérieursCroix de guerre 1914-1918 |
| Blason de Craonne | Détails | Le statut officiel du blason reste à déterminer. |

### Personnalités liées à la commune
- Paul Dubrulle (1882-1917), prêtre jésuite, sous-lieutenant au régiment, tué le 16 avril 1917 au bastion de Chevreux à l'Est de Craonne. Auteur de Mon régiment dans la Fournaise de Verdun et dans la Bataille de la Somme. Son nom est inscrit au Panthéon parmi les 560 écrivains morts pour la France.
- Louis Mairet (1894-1917), écrivain tué au bastion de Chevreux à l'Est de Craonne le 16 avril 1917. Son nom est inscrit au Panthéon dans la liste des 560 écrivains morts pour la France.
- Yves Gibeau (1916-1994), auteur d'Allons z'enfants, est enterré dans l'ancien cimetière de Craonne depuis 1994.

Dans son discours du 5 novembre 1998 à Craonne, le Premier ministre de l'époque Lionel Jospin a souhaité que les soldats « fusillés pour l'exemple », « épuisés par des attaques condamnées à l'avance, glissant dans une boue trempée de sang, plongés dans un désespoir sans fond », qui « refusèrent d'être des sacrifiés », victimes « d'une discipline dont la rigueur n'avait d'égale que la dureté des combats, réintègrent aujourd'hui, pleinement, notre mémoire collective nationale ». Dans le contexte de cohabitation, cette initiative fut critiquée par le président de la République Jacques Chirac[réf. nécessaire].

## Pour approfondir